# 宜溧山地
31°10′N 119°40′E / 31.167°N 119.667°E
宜溧山地又名界岭，是江苏、浙江、安徽三省交界一带一系列低矮山地的总称，为天目山余脉。主体位于江苏省宜兴市和溧阳市，因而得名。海拔多在200~300米，最高峰黄塔顶位于江苏省宜兴市和浙江省长兴县交界，海拔611米，是江苏省第二高峰。

## 周边
- 天目湖
- 南山竹海
- 太极洞

1. ↑  江苏省地方志编纂委员会. 许尔兵 , 编.  2003年10月第1版. 南京: 江苏人民出版社.   [2018-01-14]. ISBN 7-214-03563-4. （原始内容存档于2015-08-14）.